# Camacha
Vila da Camacha és una freguesia del municipi de Santa Cruz (Madeira), amb 19,58 km² d'àrea i 7.449 habitants (2011). La densitat poblacional n'és de 380,4 hab/km². Es troba a una latitud 32.7 (32°42') nord i a una longitud 16,84 (16°49'20") oest, i a una altitud d'aproximadament 700 metres. Camacha té una carretera que connecta Funchal i Santo António da Serra. L'activitat principal n'és l'agricultura. Situada en l'interior de l'illa de Madeira, té una àrea muntanyenca al nord.
Les terres de Camacha constituïen les serres de la freguesia del Caniço i a mesura que van ser poblades se'n separaren. Fou el document reial de Pere II de Portugal, de 28 de desembre de 1676, que autoritza al bisbe diocesà fra António Teles da Silva a crear aquesta freguesia acollida a una ermita construïda per Francisco Gonçalves Salgado. El procés se'n conclou al 1680, però a l'inici del segle xviii la Camacha perd aquest estatut i és temporalment reintegrada a la parròquia del Caniço. El 1738 recupera l'estatut de freguesia.
Rebé la categoria de vila al 1994.
És coneguda per haver-s'hi fet el primer joc de futbol a Portugal, al 1875.

## Població
| Població de la freguesia de Camacha | Població de la freguesia de Camacha | Població de la freguesia de Camacha | Població de la freguesia de Camacha | Població de la freguesia de Camacha | Població de la freguesia de Camacha | Població de la freguesia de Camacha | Població de la freguesia de Camacha | Població de la freguesia de Camacha | Població de la freguesia de Camacha | Població de la freguesia de Camacha | Població de la freguesia de Camacha | Població de la freguesia de Camacha | Població de la freguesia de Camacha | Població de la freguesia de Camacha |
| ----------------------------------- | ----------------------------------- | ----------------------------------- | ----------------------------------- | ----------------------------------- | ----------------------------------- | ----------------------------------- | ----------------------------------- | ----------------------------------- | ----------------------------------- | ----------------------------------- | ----------------------------------- | ----------------------------------- | ----------------------------------- | ----------------------------------- |
| 1864                                | 1878                                | 1890                                | 1900                                | 1911                                | 1920                                | 1930                                | 1940                                | 1950                                | 1960                                | 1970                                | 1981                                | 1991                                | 2001                                | 2011                                |
| 1 590                               | 2 073                               | 3 458                               | 3 309                               | 3 807                               | 3 966                               | 4 578                               | 5 030                               | 5 883                               | 6 151                               | 6 451                               | 6 157                               | 6 553                               | 7 991                               | 7 449                               |

| Distribució de la població per grups d'edat | Distribució de la població per grups d'edat | Distribució de la població per grups d'edat | Distribució de la població per grups d'edat | Distribució de la població per grups d'edat | Distribució de la població per grups d'edat | Distribució de la població per grups d'edat | Distribució de la població per grups d'edat | Distribució de la població per grups d'edat | Distribució de la població per grups d'edat |
| ------------------------------------------- | ------------------------------------------- | ------------------------------------------- | ------------------------------------------- | ------------------------------------------- | ------------------------------------------- | ------------------------------------------- | ------------------------------------------- | ------------------------------------------- | ------------------------------------------- |
| Ano                                         | 0-14 Anos                                   | 15-24 Anos                                  | 25-64 Anos                                  | > 65 Anos                                   |                                             | 0-14 Anos                                   | 15-24 Anos                                  | 25-64 Anos                                  | > 65 Anos                                   |
| 2001                                        | 1 755                                       | 1 432                                       | 4 005                                       | 799                                         |                                             | 22,0%                                       | 17,9%                                       | 50,1%                                       | 10,0%                                       |
| 2011                                        | 1 186                                       | 1 116                                       | 4 232                                       | 915                                         |                                             | 15,9%                                       | 15,0%                                       | 56,8%                                       | 12,3%                                       |

Mitjana del País en el cens de 2001: 0/14 Anys-el 16,0%; 15/24 Anys-el 14,3%; 25/64 Anys-el 53,4%; 65 i més Anys-el 16,4%
Mitjana del País en el cens de 2011: 0/14 Anys-el 14,9%; 15/24 Anys-el 10,9%; 25/64 Anys-el 55,2%; 65 i més Anys-el 19,0%
Camacha és particularment coneguda pel seu folklore: inclou 7 col·lectius, com ara
Grupo Folclórico da Casa do Povo da Camacha, Grupo de Folclore do Rochão, Romarias Antigas do Rochão, Grupo de Romarias i Tradiçôes da Camacha, Associació Cultural de Camacha (Grup Infantil i Juvenil) i Grupo Folclórico da Boa Esperança.

## Patrimoni

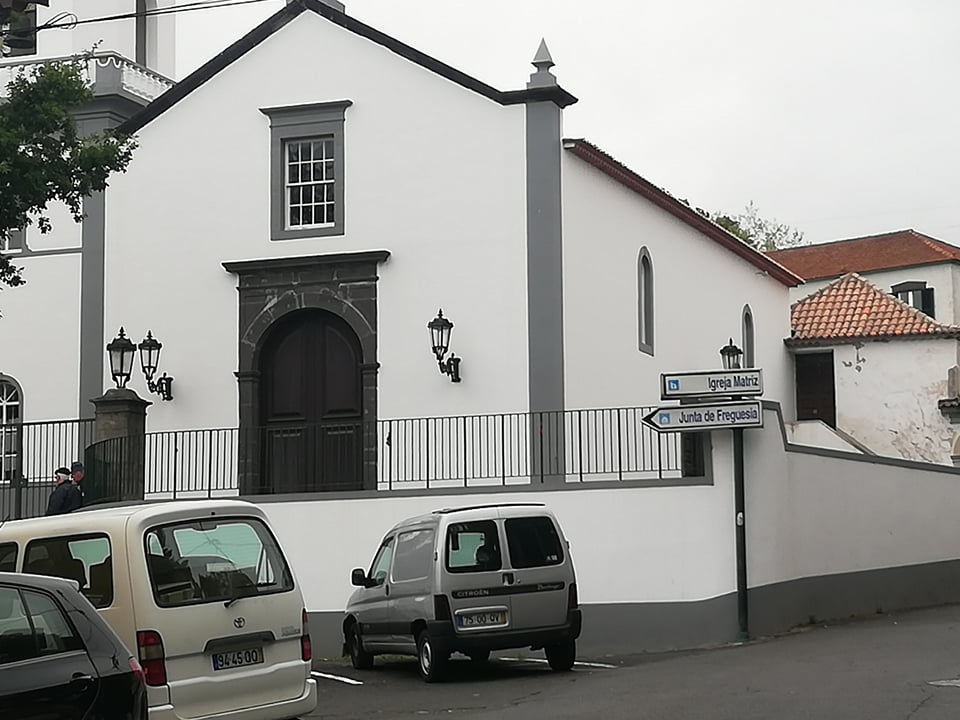
Església matricial de Camacha

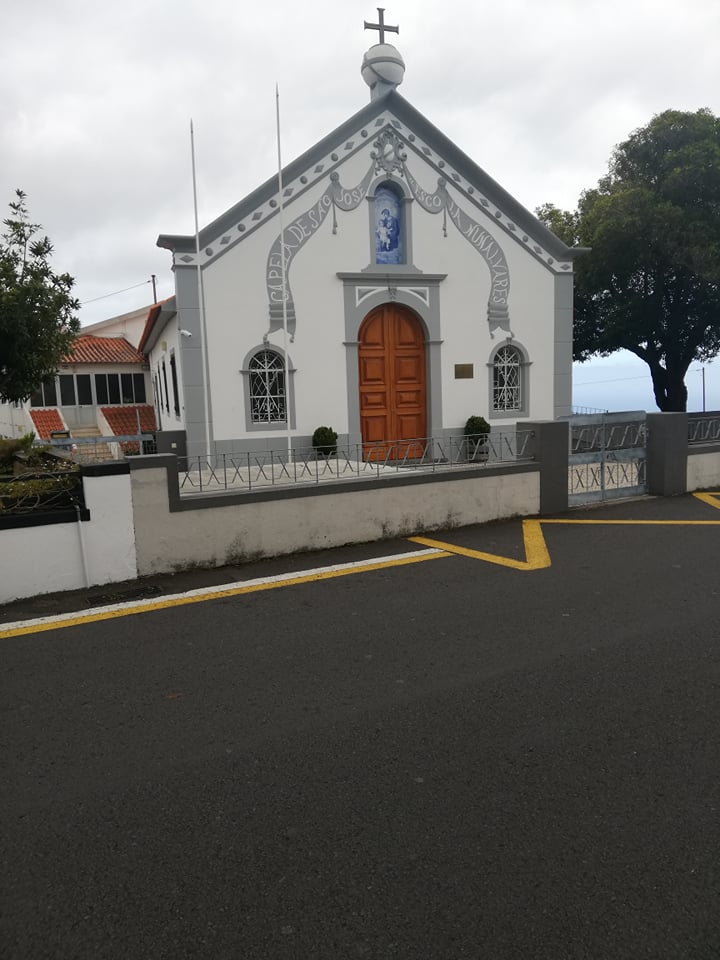
Capella de Sâo José

A Camacha hi ha quatre monuments principals: l'església matricial de Camacha, l'església parroquial de Camacha, L'església del Rochão i la Capella de Sâo José.
L'església matricial de Camacha presenta una arquitectura barroca i neoclàssica; ha estat restaurada i és considerada Immoble d'Interés Municipal.
Fou construïda a finals del segle xviii per provisió de l'Erari Reial atorgada per la reina Maria I en resposta a una demanda de la població presentada per la Junta de la Hisenda Reial. Fou construïda al mateix lloc de l'ermita de S. Lourenço erigida per Francisco Gonçalves Salgado a la fi del segle xvii.
A l'interior hi ha un retaule barroc d'estil joaní i un altre de neobarroc. Conté també rajoles neoclàssiques i pintures, al sostre de la nau, de la primeria del segle XX. A l'oest té una torre i dues capelles laterals. Aquestes capelles són de l'inici del segle xx.
L'església parroquial de Camacha la inaugurà el 10 d'agost de 1997 el bisbe de la diòcesi de Funchal, Teodoro de Faria i el pàrroc João Ferreira i és dedicada a Sâo Lourenço, el patró de la freguesia. Presenta una arquitectura moderna: els set pilars al centre de l'altar representen els set sagraments.
La parròquia de Rochão fou inaugurada el 1961, pel bisbe David de Sousa i té com a patrona Nostra Senyora do Carmo. Té com a objectiu permetre els fidels un accés més fàcil i ràpid a l'Església i millor participació en la vida de la comunitat.
La capella de Sâo José de Camacha fou construïda el 1922, per Abel Ferreira de Nóbrega, i s'inaugurà el 19 de març de 1924. Conté un bell altar major i està molt ben conservada. Es considera Patrimoni de la Regió Autònoma de Madeira.
L'ample Conseller Aires de Ornelas, més conegut com Ample de la Trobada, és a porta d'entrada de la vila de la Camacha. Aquesta zona és envoltat d'arbres, posseeix jardins i un parc infantil. Va ser en 1875 que en l'Ample de la Trobada es va jugar futbol per primera vegada a Portugal. El jove Harry Hinton, que era britànic va introduir aquest joc. Va ser en la Cinquena del seu pare que ell va explicar als amics les regles del joc. El baló vaig portar ell d'Anglaterra. A partir daí la rapaziada de llavors alastrou per tota la part el nou joc. Aquest ample és envoltat de cafès, esplanadas, a Can el Poble, l'església i altres espais de comercio i històrics.

## Llogarets
Els llogarets de Camacha són agrupacions de població dintre dels seus límits geogràfics.
Llogaret de l'Església | de Rochão | de Ribeiro Serrão | d'Achadinha | de Casais de Além | de Vale Paraíso | de Ribeiro Fernando | de Nogueira | de Salgados | de Ribeirinha.

## Muntanyes
- Pic d'Abóboras.
- Pic de Silva: arriba a 1.111 m i se situa a l'extrem oest, per sobre de Vale Paraíso. Al 1972 s'hi instal·là l'emissor de la RTP Madeira i començà a funcionar el 6 d'agost d'aquest any.